# Млекенешть
Млекенешть, Млекенешті (рум. Mlecănești) — село у повіті Долж в Румунії. Входить до складу комуни Міскій.
Село розташоване на відстані 176 км на захід від Бухареста, 7 км на північний схід від Крайови.

## Населення
За даними перепису населення 2002 року у селі проживала 551 особа, усі — румуни. Усі жителі села рідною мовою назвали румунську.